# فلاتيتلي
فلاتيتلي قرية تقع إدارياً ضمن تريافنا في بلغاريا. تعتمد فلاتيتلي للبريد على الرمز البريدي 5367.